# Perú en los Juegos Olímpicos de París 1900
Perú estuvo representado en los Juegos Olímpicos de París 1900 por el deportista Carlos de Candamo que compitió en esgrima.
El equipo olímpico peruano no obtuvo ninguna medalla en estos Juegos.